# Controversie su Renzo De Felice
La carriera di Renzo De Felice come storico del Novecento – in particolare per i suoi studi sul fascismo – fu accompagnata da grandi dibattiti e frequenti controversie, sfociate anche in contestazioni da parte di organizzazioni studentesche di estrema sinistra, che tentarono talvolta di boicottare le sue lezioni universitarie alla Sapienza rendendo necessario l'intervento delle forze dell'ordine.
Gli abituali contrasti intorno alla figura e all'opera di De Felice sono stati a loro volta oggetto di numerose polemiche, sorte in seguito alla scomparsa dello studioso nel 1996, tra chi ha denunciato una forma di persecuzione culturale ideologicamente motivata e volta a censurarne il pensiero, e chi, viceversa, ha sostenuto che De Felice non fu affatto ridotto al silenzio, avendo beneficiato di ampia visibilità sui mezzi d'informazione. Le polemiche e i dibattiti sulla figura di De Felice non rimasero nell'ambito della comunità accademica italiana, ma vennero discussi anche in ambito internazionale, soprattutto da parte di studiosi dell'area anglofona, come Michael Ledeen e Borden W. Painter.

## Il "caso Piccardi"
L'opera d'esordio di De Felice come storico contemporaneista, la Storia degli ebrei italiani sotto il fascismo, pubblicata nel 1961, rivelando la partecipazione di Leopoldo Piccardi a un convegno giuridico razzista svoltosi a Vienna nel 1939, provocò uno scandalo politico che mise in crisi il Partito Radicale, del quale Piccardi era segretario. I difensori di Piccardi accusarono De Felice di aver dato avvio a una campagna scandalistica.

## I difficili inizi della carriera accademica
Nel 1962, De Felice fu bocciato all'esame per la libera docenza in Storia moderna, da una commissione che tra gli altri comprendeva Giorgio Spini e Armando Saitta, che gli contestò «un'inclinazione a valutazioni eccessive di uomini e di tendenze». Rilevando la vicinanza degli esaminatori alla cultura azionista e comunista, Paolo Simoncelli, uno dei biografi di De Felice, ritiene che la bocciatura fu dovuta all'ostilità politica verso lo storico reatino derivata dal "caso Piccardi".
Nicola Matteucci, membro della commissione che nel 1968 decise l'avanzamento di De Felice da professore straordinario a ordinario, ha dichiarato che la promozione – in genere semplice da conseguire – fu contrastata dagli altri due commissari Guido Quazza e Mario Bendiscioli, venendo decisa «dopo una lunga ed estenuante battaglia» da lui ingaggiata e «solo a maggioranza. Il che fu per molti un vero scandalo».

## Reazioni aMussolini il rivoluzionario
La pubblicazione per la Einaudi del primo volume della biografia di Mussolini, avvenuta nel 1965, generò alcuni malumori tra i consulenti della casa editrice torinese. Dal verbale della riunione del 29 settembre risulta che si svolse la seguente conversazione:
- Norberto Bobbio a Giulio Einaudi: «avete pubblicato un volume su Mussolini, quello del De Felice, che acqua al mulino del fascismo ne porta parecchia».
- Franco Venturi: «Quel volume non è mai stato discusso in riunione. Si è discusso De Felice e non il libro che è stato letto dopo che si era deciso di farlo. Confermo comunque che se l'avessi letto l'avrei approvato».
- Einaudi: «Era un libro ordinato per contratto, non proposto dall'autore. Quindi bastava che un membro del consiglio lo leggesse ed approvasse, come infatti è avvenuto».
- Venturi: «Sono proprio curioso di vedere quando il Mussolini di De Felice diventerà una canaglia: finora non sembra avviato su questa strada»[4].

## Controversia con ilDizionario Biografico degli Italiani
Nel 1969, il comitato di redazione delle voci di storia contemporanea del Dizionario Biografico degli Italiani decise di apportare d'autorità dei tagli alla voce su Arturo Bocchini – capo della polizia nel periodo fascista – redatta da Piero Melograni, assistente di De Felice. Le parti censurate contenevano alcuni giudizi favorevoli a Bocchini: in particolare era citato un articolo dell'Avanti! – all'epoca stampato in Francia da esuli antifascisti – che gli riconosceva il merito di aver evitato sanguinose repressioni. Poiché Melograni si rifiutò di firmare il testo manomesso, la voce fu pubblicata in forma anonima.
In segno di solidarietà con l'assistente, De Felice comunicò alla direzione il rifiuto di scrivere le voci a lui assegnate su Nicola Bombacci, Giuseppe Bottai e Guido Buffarini Guidi, «a causa della impossibilità di conciliare le mie idee su come trattare i problemi di storia contemporanea con i criteri di giudizio che animano la redazione competente per questo genere di voci (criteri che ho potuto riscontrare in occasione della nota vicenda relativa alla voce "Bocchini" redatta dal mio assistente dr. Melograni)». Le tre voci furono quindi affidate rispettivamente a Enzo Santarelli, Sabino Cassese e Frederick William Deakin. Anche la moglie di De Felice, Livia De Ruggiero, si dimise dalla redazione del Dizionario. Anni dopo Melograni ricordò: «il clima interno al Dizionario era ormai molto ostile nei nostri confronti. Alcuni redattori avevano la bandiera vietcong dietro la scrivania: De Felice colse l'occasione anche per togliersi da una situazione impossibile».

## Reazioni aMussolini il duce I. Gli anni del consenso
Nel quarto volume della biografia di Mussolini, uscito nel 1974, De Felice esaminava per la prima volta nella storiografia italiana l'adesione popolare al regime: ne riconobbe l'ampiezza e anche un carattere di sincerità, definendola "consenso", termine che suscitò scandalo poiché allora si riteneva che l'atteggiamento delle masse verso il fascismo fosse stato di mera accettazione passiva ottenuta con la repressione, nonostante le riflessioni defeliciane trovassero larga conferma proprio negli scritti di vari antifascisti degli anni venti e trenta, sia italiani che stranieri. L'opera suscitò reazioni molto dure da parte dell'Istituto Nazionale per la Storia del Movimento di Liberazione in Italia, allora presieduto da Guido Quazza. Italia contemporanea – rivista dell'associazione nella cui redazione, oltre allo stesso Quazza, figuravano noti storici come Enzo Collotti, Massimo Legnani, Claudio Pavone, Ernesto Ragionieri, Enzo Santarelli e Giorgio Vaccarino – pubblicò un lungo editoriale, non firmato e intitolato Una storiografia afascista per la "maggioranza silenziosa", che – sancendo «il rifiuto di qualsiasi operazione politico-culturale di mimetismo che sconfini, consapevolmente o inconsapevolmente, in posizioni qualunquistiche, poiché simili posizioni finiscono con il diventare oggettivamente filofasciste e in ogni caso esercitano una funzione tipicamente diseducatrice» – recensiva il volume defeliciano in questi termini:
Fare la storia senza prendere posizione, riferire diverse ipotesi interpretative per negarle tutte, senza peraltro riuscire ad esprimerne una propria, ecco il falso modo di problematizzare tipico di questa storiografia. Porre tutte le tesi sullo stesso piano, livellare tutte le forze politiche e sociali – la burocrazia, la diplomazia, le forze economiche, il partito fascista – quasi che tra di esse non vi fosse una differenza qualitativa di peso specifico, ecco un altro dei canoni metodologici della storiografia afascista, esemplarmente rappresentata dalla biografia mussoliniana del De Felice e dalla rivista Storia contemporanea, che proprio per le sue caratteristiche promette di offrire larga copertura al mimetismo culturale e all'opportunismo accademico delle peggiori tradizioni intellettuali italiane.»
Sulla stessa rivista, Giorgio Rochat definì l'opera
Per converso, la rivista Mondoperaio organizzò la Tavola rotonda “Le radici del fascismo” sul libro di De Felice, “Mussolini il duce. Gli anni del consenso, 1929-1936”; gli interventi coinvolsero anche il mondo giuridico e di storia delle istituzioni e confluirono nella successiva elaborazione scientifica.

## Le interviste del 1987-1988
Il 27 dicembre 1987, De Felice rilasciò un'intervista a Giuliano Ferrara, pubblicata dal Corriere della Sera in prima pagina, dal titolo Perché deve cadere la retorica dell'antifascismo, in cui si commentava un recente incontro tra l'ex capo del governo Bettino Craxi, segretario del Partito Socialista Italiano, e Gianfranco Fini, da pochi mesi successore di Giorgio Almirante alla guida del Movimento Sociale Italiano, forza politica diretta erede del fascismo. L'episodio – segno del tramonto della politica dell'arco costituzionale che per decenni aveva emarginato la destra postfascista – offrì uno spunto per discutere della validità, più di quarant'anni dopo la fine della guerra civile, della contrapposizione tra fascismo e antifascismo, e del valore di quest'ultimo come fondamento della democrazia italiana, in un momento storico in cui appariva già chiara la crisi della prima Repubblica. De Felice affermò che la pregiudiziale antifascista «perde sempre più significato e valore anche di fronte all'opinione pubblica», e che «un discorso di innovazione del sistema politico incontra naturalmente il problema del revisionismo storico: se si deve passare a una nuova Repubblica, è ovvio che ci si debba liberare dei pregiudizi su cui si è fondata la vecchia». Circa il divieto di ricostituzione del partito fascista, posto dalla XII disposizione transitoria e finale della Costituzione italiana, disse: «si tratta di norme grottesche [...] il ridicolo è nemico della credibilità di un sistema istituzionale. Un partito fascista c'è, è il Msi, ed è sopravvissuto a tutte le tempeste; sopravvive al tempo giudice implacabile». Inoltre affermò che «il fascismo italiano è al riparo dall'accusa di genocidio, è fuori dal cono d'ombra dell'Olocausto» e «dunque possiamo ragionare, informare, parlare del fascismo con maggiore serenità».
L'articolo fece scalpore e innescò una lunga serie di interventi di storici, politici e opinionisti sulla stampa, dando vita a un secondo "caso De Felice" dopo quello del 1975. Tra i politici, vi furono reazioni negative provenienti da tutto l'arco costituzionale tranne che da Craxi, mentre Fini parlò di «fine del dopoguerra». Tra coloro che risposero nel merito delle questioni poste dall'intervista vi fu Paolo Spriano, storico del Partito Comunista Italiano, per il quale l'obiettivo di una riforma politico-istituzionale «nulla può avere a che fare con un supposto superamento dell'antitesi tra democrazia politica e quella ideologia fascista che è oggi rivendicata apertamente dai dirigenti del MSI. Andremmo indietro e non avanti, in questo caso. Potrebbe anzi passare un nuovo fascismo». Altri intervenuti misero le parole di De Felice in relazione con le manovre politiche del tempo, accusandolo di essersi prestato a un'operazione culturale politicamente finalizzata ad attaccare la Costituzione delegittimandone le origini antifasciste, con lo scopo di permettere a Craxi di raccogliere i voti del MSI (in crisi interna dopo il ritiro di Almirante), nonché – si ipotizzò – con l'obiettivo recondito di aprire la strada a una riforma delle istituzioni in senso populista e autoritario. Anche Alessandro Galante Garrone, figura di spicco del disciolto Partito d'Azione, espresse un sospetto analogo, pur assolvendo lo storico:
Il dibattito proseguì in televisione, con una puntata del programma Linea rovente condotto da Giuliano Ferrara su RaiTre, dal titolo Seppellire l'antifascismo?, andata in onda la sera del 6 gennaio 1988. Oltre a De Felice, tra gli ospiti in trasmissione vi erano altri studiosi divisi in sostenitori delle sue tesi (Lucio Colletti, Ernesto Galli della Loggia e Paolo Mieli) e oppositori (Enzo Forcella, Gianfranco Pasquino, Pietro Scoppola e Paolo Spriano). L'evento fu al centro di altre polemiche: la conduzione di Ferrara fu accusata di parzialità in favore di De Felice, a sua volta destinatario di critiche e attacchi. Lo storico replicò alle accuse il 7 gennaio con un'altra intervista, anche questa a cura di Ferrara per il Corriere, dal titolo La Costituzione non è certo il Colosseo:
In questa seconda intervista, De Felice tornò a negare l'identificazione della democrazia con l'antifascismo, poiché «si può essere antifascisti e non democratici. E questo [...] è un discorso che vale anche per i comunisti italiani», cosicché la fine della cultura ufficiale dell'antifascismo avrebbe «stimola[to] i comunisti a portare fino in fondo la loro revisione, affermando con radicalità di quali valori si nutra una loro moderna identità e mentalità liberaldemocratica», rendendo ogni partito «più direttamente responsabile della propria identità civile, politica, culturale e storica. L'abito antifascista non farebbe più il monaco democratico». Oltre a ciò, aggiunse che far coincidere antifascismo e democrazia significasse «dare una definizione solo negativa della democrazia», la quale «ridotta al solo antifascismo [...] rischia di suicidarsi, perché non riesce a riconoscere e a individuare i nemici che hanno un'altra faccia», cioè a interpretare correttamente minacce antidemocratiche di matrice ideologica diversa od opposta rispetto a quella fascista. Al riguardo citò l'esempio delle Brigate Rosse, in un primo momento ritenute dai dirigenti del PCI e dagli intellettuali di sinistra un fenomeno parafascista e reazionario (Giorgio Amendola aveva definito i brigatisti «fascisti rossi»), nonostante la loro natura di estrema sinistra e il fatto che si fossero sviluppate in un contesto culturale di antifascismo militante che aveva tra i suoi slogan «uccidere i fascisti non è reato».
Anche questa volta vi furono vivaci reazioni: Guido Quazza, a nome dei cinquanta istituti storici della Resistenza federati nell'istituto nazionale da lui presieduto, dichiarò: «ci rifiutiamo di scendere sullo stesso terreno di De Felice, manifestamente strumentale a obiettivi politici che vanno ben oltre la sua persona»; l'istituto di Cuneo e le locali associazioni partigiane inviarono al presidente della Repubblica Francesco Cossiga una mozione affinché intervenisse a ristabilire il valore dell'antifascismo; due mesi dopo Alessandro Roveri, sostenendo che «ne sia o meno consapevole l'uomo, la tesi di Renzo De Felice costituisce oggi la sola base teorica della "conventio ad excludendum" [contro i comunisti]», gli contestò il «diritto di autodefinirsi "storico liberaldemocratico"» e propose, «per offrire ai giovani un quadro culturale più chiaro e rigoroso», la definizione di "storico neoconservatore", utilizzata in Germania per Ernst Nolte, protagonista in quegli anni di analoghe controversie.
Il clamore suscitato dalle due interviste fu tale che, anche molti anni dopo, diversi storici avversi alle tesi di De Felice come Luciano Canfora, Marco Revelli, Giovanni De Luna, Angelo d'Orsi e Sergio Luzzatto hanno indicato il dicembre 1987 come data d'inizio di un attacco storiografico all'antifascismo, che – favorito da un ampio sostegno mediatico – sarebbe funzionale a un parallelo attacco politico alla Costituzione.

## Contestazioni universitarie
Mentre non si era ancora esaurita l'eco delle polemiche per le due interviste, Lotta Continua, un'organizzazione di estrema sinistra che si richiamava all'omonima formazione attiva negli anni settanta, annunciò che il 15 marzo 1988 avrebbe bloccato le lezioni di De Felice alla Sapienza, per «smascherare la squallida operazione storico-politica di legittimazione del fascismo attraverso il superamento della pregiudiziale antifascista». Il professore, in un primo momento intenzionato a non recarsi all'università per motivi di salute, dopo la minaccia di interruzione del corso dichiarò che ci sarebbe andato «anche in barella se sarà necessario». Alla notizia seguirono diverse dichiarazioni in suo favore: Paolo Spriano intervenne sul Corriere della Sera in sostegno del collega; trentotto docenti di storia – tra i quali diversi critici delle sue posizioni – firmarono un comunicato che esprimeva «la più convinta solidarietà con lo storico e la più radicale riprovazione per una iniziativa che costituisce la negazione del fondamentale principio della libertà di insegnamento»; alcuni esponenti dei Verdi – nelle cui liste era inserita Lotta Continua – presero le distanze dall'annunciato boicottaggio, così come gli studenti della federazione giovanile comunista, che invitarono «a ripensare non la contestazione ma le sue forme di espressione»; gli scrittori Carlo Fruttero e Franco Lucentini condannarono severamente la contestazione su La Stampa; anche su l'Unità apparve una breve nota, siglata dal direttore Gerardo Chiaromonte, che definiva quella di Lotta Continua un'intenzione «inammissibile» che «va apertamente condannata e impedita, proprio in nome dei nostri ideali democratici e antifascisti». In seguito a tali critiche, Lotta Continua rinunciò al blocco delle lezioni e annunciò una «manifestazione pacifica».
Il giorno della protesta, De Felice arrivò scortato dalle forze dell'ordine e fu attorniato dai numerosi giornalisti e fotografi presenti. Il portavoce di Lotta Continua Paolo Cento, consigliere comunale dei Verdi, chiese di svolgere un dibattito sull'antifascismo in sostituzione della lezione del giorno, ottenendo il rifiuto dello storico, che acconsentì a tenerlo solo al di fuori dell'orario del corso. Cento si disse deluso dalla risposta: «De Felice non ha colto il senso politico della nostra richiesta». Il successivo arrivo di Giuliano Ferrara fu accolto da cori di protesta. La lezione – sull'antisemitismo in Italia, Germania e Spagna – si svolse regolarmente in un'aula sovraffollata e solidale con il professore, mentre nei corridoi vi furono scontri tra poliziotti e contestatori, quattro dei quali furono fermati e rilasciati poco tempo dopo.
Nel 2000, Paolo Cento – nel frattempo divenuto deputato – durante una seduta della Camera rivendicò la contestazione a De Felice, aggiungendo che non l'avrebbe rifatta «perché si tratta di momenti storici diversi», in quanto all'epoca «vi era la ragione di una critica sociale al modo in cui si costruivano la storia e l'informazione».
Un'altra contestazione avvenne nel gennaio 1991, in seguito all'adesione di De Felice a un appello, lanciato da Indro Montanelli sul Corriere, in favore della missione italiana nella guerra del Golfo. Un gruppo di studenti pacifisti del movimento Pantera interruppe la lezione e – accusandolo di appoggiare la «guerra imperialista contro il popolo arabo» – lo apostrofò come «interventista» e «guerrafondaio», chiedendo un confronto che il professore non accettò, ritenendo l'impedimento della lezione «un atto di sopraffazione», dicendosi pronto ad affrontarlo in un altro momento. In seguito, concesse un'intervista a la Repubblica per spiegare il suo punto di vista. Il confronto avvenne dopo una settimana e durò quasi tre ore, in un clima teso ma senza disordini.
Nel novembre 1992 il rettore Giorgio Tecce affidò a De Felice la prolusione per l'inaugurazione dell'anno accademico, sul tema del razzismo e dell'antisemitismo, in quel periodo oggetto di particolare attenzione a causa dei fatti di cronaca legati al fenomeno dei naziskin. Alla cerimonia avrebbero presenziato autorità politiche e religiose quali il presidente della Repubblica Oscar Luigi Scalfaro, il presidente del Senato Giovanni Spadolini e il rabbino capo di Roma Elio Toaff. Le organizzazioni studentesche di sinistra annunciarono il boicottaggio della cerimonia definendo la scelta di De Felice come relatore «raccapricciante anche perché per De Felice pare diventata ossessiva la preoccupazione di allontanare dal fascismo italiano il peso della responsabilità di gravi crimini di cui si è macchiato il nazismo, a costo di rischiare una sorta di caricatura del fascismo buono al confronto di quello cattivo». Inoltre lo accusarono – dalle pagine del quotidiano comunista il manifesto – di aver aperto la porta «ai primi soffi di revisionismo storico italiano». Molteplici furono le prese di posizione in favore dello storico, tra cui quelle del collega Lucio Villari e di personalità ebraiche quali Fausto Coen, Franco Fortini e Giorgio Israel. Il senatore a vita Leo Valiani, anch'egli ebreo, intervenne sul Corriere con un articolo intitolato Non toccate De Felice, nel quale scrisse:
La cerimonia, preclusa agli studenti, si svolse sotto la sorveglianza di un ingente servizio d'ordine. De Felice fu l'ultimo a prendere la parola e mentre teneva la sua prolusione si udivano in sottofondo cori di protesta – urlati da duecento autonomi radunati nel cortile dell'università – contro di lui e il rettore Tecce. Ripetutamente incalzato dal rettore a concludere, riuscì a pronunciare solo una parte del discorso che aveva preparato. Ciò comportò un malinteso con il rabbino Toaff, che espresse disappunto ai giornalisti per il mancato accenno alle leggi razziali fasciste del 1938, argomento che De Felice aveva in programma di trattare, non riuscendoci a causa della mancanza di tempo.

## Il convegno del PSI sullo stalinismo
Nei giorni 16-17 marzo 1988 De Felice prese parte come presidente al convegno Lo stalinismo nella sinistra italiana, organizzato da Mondoperaio, rivista ufficiale del Partito Socialista Italiano. Gli storici partecipanti, tra i quali erano significativamente assenti quelli legati al Partito Comunista, discussero del ruolo esercitato dallo stalinismo in Italia e in Europa, soffermandosi in particolare sulla figura di Palmiro Togliatti, segretario del PCI negli anni in cui Stalin era a capo del comunismo internazionale. Il convegno si collocava in un percorso di emancipazione ideologica e culturale del PSI dal marxismo, intrapreso da Craxi a partire dal 1976, per presentare il suo partito come erede del socialismo democratico e viceversa il PCI come rappresentante di una tradizione contaminata dal totalitarismo sovietico.
Nel suo intervento, De Felice criticò la giustificazione storica della fedeltà di Togliatti a Stalin, ossia il ruolo giocato dal dittatore sovietico contro il fascismo e il nazismo. Sostenne che l'Unione Sovietica non aveva svolto un ruolo storico positivo nella lotta contro l'Asse, essendo lo stalinismo un totalitarismo da condannare al pari di quelli a cui si opponeva. Per lo storico, un valore determinante per l'affermazione della democrazia al termine della guerra era da assegnare piuttosto alla tenace resistenza degli inglesi, che avevano combattuto la Germania nel periodo in cui questa e l'URSS erano legate dal patto Molotov-Ribbentrop, definito «un patto per spartirsi il mondo».
Il convegno fu criticato dal PCI, che lo definì «fiera anticomunista», accusando il Partito Socialista di aver allestito un processo contro Togliatti.

## De Felice e la destra
Nell'area della destra italiana, negli anni sessanta gli studi di De Felice, in quanto opera di uno «storico antifascista», furono ignorati, guardati con sospetto e talvolta duramente attaccati, come accadde alle sue ricerche sul delitto Matteotti, per le quali fu bollato dal Secolo d'Italia come «"cosiddetto" storico» che, tramite un «metodo pseudostorico» e «manipolando gli eventi», fornisce «spiegazioni di seconda mano», ragion per cui il suo lavoro «deve essere respinto, sul piano della serietà culturale e della realtà, perché egli sovrappone sentimenti e risentimenti agli avvenimenti storici, e violenta i fatti per costringerli dentro argomenti prevenuti e non imparziali». Secondo lo studioso della cultura di destra Francesco Germinario, la svolta nell'atteggiamento verso De Felice si verificò nel 1975 con l'Intervista sul fascismo, opera che attirò l'attenzione di intellettuali d'area come Maurice Bardèche, Enzo Erra e Giovanni Volpe, pur suscitando dissensi. In particolare, la tesi defeliciana secondo cui il fascismo fosse un'esperienza storica definitivamente conclusa fu respinta da Erra, per il quale era invece ancora vivo e riproponibile come sistema politico:
Nel corso degli anni la storiografia defeliciana divenne diffusamente apprezzata a destra per il reinserimento a pieno titolo del fascismo nella storia d'Italia – in contrasto con la tesi crociana del ventennio fascista come «parentesi» e «calata degli Hyksos» – e per l'emancipazione del suo studio dalle interpretazioni marxiste. Cosicché – come spiega il suo allievo Giuseppe Parlato – «nella cultura della destra De Felice fu assunto acriticamente, come se si trattasse di una postuma rivendicazione del positivo del ventennio, dopo tanti anni di ghettizzazione culturale».
Di converso, a sinistra De Felice fu accusato di aver contribuito, a causa dell'impatto socio-culturale dei suoi studi, alla rivalutazione del fascismo e di Mussolini, allo "sdoganamento" culturale della destra e alla caduta della pregiudiziale antifascista, preparando in questo modo la fine dell'emarginazione politica del Movimento Sociale Italiano. Fu additato come l'intellettuale di riferimento della destra specialmente a partire dal 1994, allorché Alleanza Nazionale, formazione politica nata dall'unione tra il MSI e altri soggetti minori, in seguito alle elezioni politiche di quell'anno entrò a far parte del governo: era la prima volta nella storia della Repubblica che i postfascisti raggiungevano tale risultato. L'ex capo partigiano Paolo Emilio Taviani accusò De Felice di essere finanche «più pericoloso del segretario missino Gianfranco Fini», provocando vari interventi in difesa dello storico, tra cui quello di Sergio Cotta, anch'esso ex comandante partigiano, che definì il giudizio di Taviani «insensato, per non dir peggio». Giulio Einaudi – l'editore di De Felice – disse che l'affermazione di Fini secondo cui Mussolini era stato «il più grande statista del secolo» era conseguenza di un'immagine positiva del dittatore che il suo principale biografo aveva contribuito a tenere in vita. Lo studioso replicò: «Einaudi, eccitato da questo clima politico, cerca di darsi un ruolo che non ha». La polemica si concluse con le pubbliche scuse dell'editore, prontamente accettate da De Felice. Lo storico Angelo d'Orsi esortò la cultura antifascista a esprimere uno specialista del fascismo da contrapporgli, incolpandolo di essere impegnato insieme ai suoi allievi in un'operazione che «assomiglia ad una autentica riabilitazione» del regime. Inoltre, quando lo studioso reatino fu nominato presidente della Giunta centrale per gli studi storici, d'Orsi protestò imputandogli «la responsabilità culturale di aver contribuito a sdoganare il Msi [...] a togliere la cosiddetta pregiudiziale antifascista».
Nel 1995, a seguito della svolta di Fiuggi, il MSI si sciolse per confluire definitivamente in Alleanza Nazionale, abbandonando ufficialmente l'ideologia fascista per avvicinarsi al modello di destra nazional-conservatrice di stampo europeo. Gli storici Marco Revelli e Giovanni De Luna sostennero che De Felice fosse uno degli ispiratori ideologici del nuovo partito, individuando nelle tesi di Fiuggi, «riproposta alla lettera, la tesi di De Felice circa il carattere non democratico dell'antifascismo». Viceversa, lo storico reatino criticò severamente la svolta definendola «un'operazione soltanto e immediatamente politica», rilevò l'arretratezza storiografica dei postfascisti, rimasti fermi alle opere di Giorgio Pisanò risalenti agli anni sessanta, e negò ogni suo legame con quell'area politica, ritenendola «molto povera di forze intellettuali e di attitudini scientifiche». Cionondimeno, Revelli e De Luna ribadirono la loro posizione e aggiunsero che sarebbe stato lo stesso De Felice a rendere superfluo l'impegno nella ricerca storica da parte della destra, essendosi questa «totalmente identificata nelle sue tesi». Da destra Marcello Veneziani, Giano Accame e lo stesso Pisanò risposero invece che la mancanza era dovuta al lungo isolamento culturale seguito alla sconfitta nella guerra civile.
In un passo tagliato del libro-intervista Rosso e Nero uscito lo stesso anno, De Felice affermò:

## L'attentato
Durante la notte del 15 febbraio 1996 furono lanciate due molotov sul balcone della casa di De Felice nel quartiere Monteverde di Roma, mentre lo storico era all'ospedale per accertamenti sulla malattia che tre mesi dopo lo avrebbe portato alla morte. Poiché la moglie Livia non si accorse di nulla, furono i vicini a chiamare i soccorsi cosicché, grazie al tempestivo intervento dei vigili del fuoco, i danni all'abitazione furono di lieve entità. Contenendo le bottiglie al massimo venti grammi di liquido infiammabile e non apparendo preparate da esperti, gli inquirenti pensarono a un gesto dimostrativo. Le indagini della DIGOS si concentrarono sui collettivi studenteschi di Scienze politiche, che nei giorni precedenti avevano lasciato sulla cattedra del professore – da tempo assente dall'università per motivi di salute – copie di un volantino provocatoriamente intitolato Rosso e Rosso, nel quale Rosso e Nero veniva definito «l'ultima pallottola sparata alle spalle della nostra memoria storica, un prolungamento delle torture che i comunisti e i partigiani subivano dai boia fascisti di via Tasso».
Diversi intellettuali e politici condannarono il gesto ed espressero la loro solidarietà a De Felice, ma l'episodio fu minimizzato sia dallo storico – definendolo «un gesto di qualche ragazzotto a cui non bisogna dare molta importanza» – che dalla moglie. Gli autori del volantino, appartenenti a un collettivo che si firmava "Centro di informazione Majakowski", dichiararono di essere estranei all'accaduto.

## La "riabilitazione"
Poco prima della morte di De Felice e negli anni successivi, diversi dei suoi critici iniziarono ad attenuare le loro riserve, riconoscendo il valore dei suoi studi e in qualche caso anche l'esattezza di alcune sue interpretazioni in passato decisamente avversate. Nicola Tranfaglia ammise di aver sottovalutato l'adesione degli italiani al fascismo, dichiarandosi molto più vicino alle posizioni dello storico reatino – considerandone l'opera «insostituibile dal punto di vista archivistico e bibliografico» – pur preferendo la definizione di "appoggio di massa" a quella di "consenso". Claudio Pavone distinse «il grande ricercatore di storia, ricchissimo di fonti documentarie, con cui devono fare i conti tutti coloro che vogliano occuparsi di fascismo» dal «divulgatore di Intervista sul fascismo e dell'assai più brutto Rosso e Nero, che sicuramente ha confuso il piano scientifico con intenti strumentali, offrendo il fianco a critiche feroci. Detto questo, su De Felice la sinistra deve fare autocritica: ne ha sottovalutato il prezioso apporto storiografico, per concentrarsi sul vivace polemista».
Norberto Bobbio, dopo aver polemizzato con molte delle tesi espresse in Rosso e Nero, sul valore complessivo dell'opera defeliciana disse:
Denis Mack Smith omaggiò «lo storico di prim'ordine», «lo studioso che ha contribuito a chiarire la drammatica storia italiana del ventesimo secolo». Maggiormente cauti i suoi più duri critici Giovanni De Luna e Marco Revelli: per il primo il biografo di Mussolini aveva rappresentato una «sfida non raccolta», riconoscendo che «la polemica s'è alimentata più sul terreno del dibattito politico, del dissenso intellettuale, che sul piano della ricerca e dei documenti»; per il secondo fu «l'esponente più alto del revisionismo storiografico italiano, l'equivalente di Nolte in Germania» e si fece «portatore d'un progetto politico e ideologico molto preciso: far riconciliare l'Italia con tutta la propria storia, compresi i periodi più bassi».
Giorgio Bocca, che con De Felice era in netto disaccordo sul tema della Resistenza – ritenuta dallo storico reatino un fenomeno di minoranza, così come la RSI, a fronte di una più vasta "zona grigia" passiva e inerte, mentre l'ex partigiano le attribuiva il carattere di guerra di popolo – disse di essergli grato «per aver salvato la storia di Mussolini e del Fascismo», sostenendo che la sua biografia del duce «ebbe critiche ingiuste presso una sinistra su quel tema spesso faziosa». Anni dopo, lo lodò come «un uomo che con la sua capacità di ricerca e il suo anticonformismo ha saputo sottrarre il fascismo alla polemica politica e restituirlo alla storia», dicendo che «era uno spirito anticonformista e questo poteva disturbare tanti dogmatici, in particolare i comunisti che avevano una visione distorta del passato, in particolare della lotta partigiana», nonché «un grandissimo lavoratore in grado di irritare con la sua mole documentaria molti sessantottini che al massimo hanno prodotto uno slogan».
Anche Angelo D'Orsi riconobbe che «sebbene si sia fatto condizionare dalle proprie passioni, si può riconoscere che la risposta oppostagli da molta storiografia di sinistra fu per lo più debole negli argomenti», attribuendogli il merito di essersi messo «allo studio del Ventennio e del Duce con un'ottica che voleva superare l'inevitabile e giusta contrapposizione fascismo/antifascismo, andare cioè oltre la damnatio memoriae del tiranno, oltre la "resa dei conti", e cominciare a lavorare davvero sui documenti per fare autentica storia».

## Opinioni sul trattamento ricevuto da De Felice
In merito alle critiche e agli attacchi ricevuti, nel 1995 De Felice disse: «Se si volesse rievocare il mio caso potrei fornire un'ampia documentazione di quel che si è detto e scritto su di me. Compresa la parte non semplicemente negativa, ma anche triviale e intimidatoria», precisando «che i politici sono stati più accorti degli intellettuali». La morte dello storico nel 1996 fu seguita da varie polemiche relativamente al perdurante clima di contestazione nel quale si era svolta la sua carriera. Nel commemorarlo, in diversi deplorarono le forme assunte dal dibattito sulla sua opera: secondo Ennio Di Nolfo «ha pagato un prezzo molto alto, da una parte è stato oggetto di una ingiusta persecuzione e dall'altra è stato trasformato in un idolo revisionistico»; per il suo allievo Giovanni Sabbatucci «è stato vittima di tante incomprensioni, questo perché è stato trascinato in polemiche politiche che non erano il terreno del suo lavoro e dei suoi interessi»; per Vittorio Vidotto «con lui scompare il maggiore storico del fascismo. Questo giudizio ha stentato ad affermarsi e ancora oggi la sua storiografia è osteggiata dalla maggioranza degli storici di sinistra»; Indro Montanelli parlò di «canèa che gli si scatenò addosso all'uscita del primo volume della sua monumentale Storia del fascismo. Che uno storico della sua autorevolezza si dedicasse a tempo pieno alla ricostruzione di un ventennio che veniva considerato l'obbrobrio del nostro passato, scandalizzava [...] la nostra intellighenzia di sinistra [...], per la quale quel ventennio doveva venire semplicemente ignorato o gettato nel cassonetto dei rifiuti come indegno di studio»; per Giuliano Zincone «muore Renzo De Felice, e tutti i giornali spargono lacrime da coccodrilli. Nessuno, fra gli intellettuali (conformisti) di Sinistra, ha preso sul serio le sue ricerche sul fascismo. Lo hanno bollato come "revisionista", come ammiratore di Mussolini, e amen. Nessun conformista, quando De Felice era vivo, ha tenuto conto del suo amore per la verità».
Al contrario, Beniamino Placido scrisse al riguardo un articolo dai toni sarcastici, affermando che la «sempiterna "persecuzione" sta solo nella testa dei vittimisti piagnoni», avendo ottenuto lo storico una prestigiosa cattedra a Roma e pubblicato per una grande casa editrice di sinistra come Einaudi. Dino Cofrancesco rispose a quest'obiezione affermando che, se De Felice aveva potuto continuare a insegnare e pubblicare, non era stato grazie agli intellettuali antifascisti ma alle istituzioni democratiche, che avevano permesso ai suoi avversari una persecuzione solo simbolica ma non per questo priva di effetti negativi.
Ernesto Galli della Loggia scrisse che fu vittima dell'«ira del bigottismo politico ideologico, divenuto da tempo la cifra dominante di gran parte della sinistra nazionale», che causò «la sua trasformazione in una sorta di grande Satana del "revisionismo"». Lo storico francese François Furet pronunciò un giudizio molto duro: «De Felice ha subito forti critiche da parte degli storici antifascisti perché non era comunista. E poiché l'antifascismo è stato manipolato dal movimento comunista per nascondere la natura totalitaria del regime sovietico, De Felice è stato perseguitato per aver osato alzare quel velo».
Nella prefazione a un'opera postuma dello storico reatino, Sergio Romano scrisse:
Dopo qualche anno, per la verità, si accorsero che il lavoro di De Felice non poteva essere liquidato con qualche battuta polemica. Nessuno storico, quale che fosse la sua matrice ideologica, poteva ignorare la qualità, la serietà, la precisione e l'originalità della biografia di Mussolini e degli altri studi con cui De Felice stava componendo il suo grande affresco. Il risultato fu una sorta di schizofrenia. De Felice non poteva essere attaccato in sede «scientifica», come amano dire gli studiosi di formazione accademica. Ma occorreva evitare che il risultato delle sue ricerche uscisse dai suoi libri, raggiungesse un pubblico più vasto, avesse una qualche influenza sul dibattito politico nazionale, diventasse «verità pubblica». Assistemmo così alla singolare anomalia di uno studioso che pubblicava i suoi libri presso un editore di sinistra (Einaudi), ma veniva sistematicamente attaccato sui giornali dagli autori della casa editrice. Con tutte le differenze che corrono fra un regime autoritario e un sistema politico democratico, potrebbe sostenersi che De Felice fu trattato dall'intelligencija antifascista come Croce era stato trattato dal sistema culturale fascista. Non si poteva impedirgli di scrivere e di pubblicare; ma bisognava impedirgli, per quanto possibile, di concorrere alla formazione della pubblica opinione.»
Viceversa, per Massimo Luigi Salvadori il paragone di Romano «fra il "trattamento" subito da Croce e quello subìto da De Felice non ha senso. De Felice è stato fortemente criticato, certo. Ma ha ancor più aspramente reagito, avendo a disposizione tutti gli strumenti per farlo. Ridurlo a vittima, o addirittura a martire, prima che essere un'esagerazione è una stupidità, il cui intento è di screditare i suoi critici equiparandoli al rango di "picchiatori" intellettuali». A Giovanni De Luna, che parlò di «piagnucolosa aggressività» del revisionismo e di «incredibile trasformazione di Renzo De Felice in una sorta di vittima sacrificale, immolata sull'altare della partitocrazia della prima repubblica», Paolo Mieli rispose: «come allievo di De Felice, ho ricordi diversi da De Luna. Ricordo una figura di storico vessata, con studenti che cercavano di bloccarne le lezioni, non solo all'epoca della contestazione, ma anche molto dopo. Ricordo storici che protestavano perché editori democratici, da Einaudi a Laterza, pubblicavano i libri di De Felice. Ho anche ricordi positivi: Giorgio Amendola difese sull'Unità il diritto di De Felice di dire le cose che diceva. In tutto questo non riesco a vedere niente di piagnucoloso». Secondo l'allievo Emilio Gentile:
Le polemiche ripresero con l'avvicinarsi del decimo anniversario della scomparsa dello storico, allorché il sindaco di Roma Walter Veltroni annunciò l'intitolazione in suo onore di una via della capitale (fu poi scelto un viale all'interno di Villa Torlonia, già residenza di Mussolini). Il Corriere della Sera annunciò la notizia in prima pagina definendo la decisione di Veltroni «una sorta di indennizzo morale rispetto alla lunga stagione di "linciaggio" da parte della sinistra». Nicola Tranfaglia replicò che «non era un povero storico che si faceva linciare. Aveva cattedra alla Sapienza, libero accesso alla Rai e facoltà assoluta di non far accedere chi lo contraddiceva, presiedeva di solito i concorsi di storia contemporanea nei quali cercava di esercitare il suo potere accademico storiografico», parlando di «grossolana strumentalizzazione» del Corriere e successivamente di «leggenda mediatica» fabbricata dalla destra. Per Nicola Matteucci invece «non solo fu perseguitato sul piano culturale, ma fu perseguitato anche nella sua vita privata».
Nel 2011, intervistato sullo stato della cultura politica italiana, il politologo Gian Enrico Rusconi delineò un quadro di profondo declino, individuando tra le cause della mancata nascita di una «sinistra più matura e consapevole, concretamente riformista», il non aver

## Polemiche sui convegni
Tra gli allievi di De Felice, i cosiddetti "defeliciani", e gli avversari del maestro si mantenne un clima di contrapposizione, che si manifestò in occasione di alcuni convegni storici, organizzati dagli uni e dagli altri separatamente e con scarsa o nulla rappresentanza della corrente avversa. Un primo convegno, Identità e storia della Repubblica. Per una politica della memoria nell'Italia d'oggi, si svolse alla Sapienza nell'aprile 1997, con interventi di varie personalità dell'antifascismo e politici del Partito Democratico della Sinistra. Apparendo come un tentativo di promuovere una revisione storica "di sinistra" da contrapporre a quella di De Felice, suscitò varie polemiche. Nel successivo novembre si svolse un primo incontro di studio degli allievi, dal titolo Renzo De Felice, la storia come ricerca, organizzato a Roma (con un'appendice a Milano) dalla Fondazione Ugo Spirito, della quale lo storico era stato presidente fino alla morte, con la partecipazione del presidente emerito della Repubblica Cossiga.
I principali avversari si riunirono invece nel convegno promosso dall'INSMLI e dalle associazioni partigiane Fascismo e antifascismo: rimozioni, revisioni, negazioni, che si tenne nell'aprile 1998 a Roma, nella sede del Senato di Palazzo Giustiniani, con l'alto patronato del presidente della Repubblica Scalfaro, alla presenza dei presidenti delle Camere Mancino e Violante e dei presidenti delle associazioni partigiane Aniasi (FIAP), Boldrini (ANPI) e Taviani (FIVL). Giudicandone l'impostazione troppo improntata a un'ortodossia marxista, lo storico ed ex partigiano Gaetano Arfé si dimise dall'INSMLI in polemica con il suo presidente Giorgio Rochat. Gli allievi di De Felice Emilio Gentile, Elena Aga Rossi, Giovanni Sabbatucci e Francesco Perfetti accusarono il convegno di faziosità, poiché nonostante si tenesse in una sede istituzionale non prevedeva il contraddittorio, contestando in particolare la scelta di affidare la relazione sul maestro, dal titolo Il ruolo di Renzo De Felice, a Gianpasquale Santomassimo, considerato uno dei suoi più duri detrattori (in passato Santomassimo aveva biasimato le case editrici antifasciste che pubblicavano i libri di De Felice e Gentile). In risposta, Rochat denunciò il «pericolo» del «defelicismo», ossia «quella corrente di pensiero che si va affermando nella cultura e nella politica per cui, tutto sommato, i fascisti erano dei bravi ragazzi anche se tra loro [...] c'erano dei delinquenti».
Il 16 maggio 2000 si tenne a Roma, presso la Link Campus University of Malta, il convegno Interpretazioni su Renzo De Felice, a cui oltre ad alcuni degli allievi parteciparono gli storici britannici Denis Mack Smith (uno dei maggiori critici) e Adrian Lyttelton, insieme ai francesi Marc Lazar e Pierre Milza. Nicola Tranfaglia deprecò l'esclusione dei critici italiani, secondo lui «ancora una volta assimilati al marxismo e al comunismo» per un pregiudizio da guerra fredda. In un clima conciliante si svolse invece la giornata di studi in onore dello storico reatino organizzata dalla Fondazione Gramsci a Torino nel novembre 2006, durante la quale alcuni dei più strenui avversari riconobbero i meriti della sua opera, seppur con qualche distinguo.